# Idaios (Sohn des Priamos)
Idaios (altgriechisch Ἰδαῖος Idaíos) ist in der griechischen Mythologie ein Sohn des Priamos.
Er wird einzig in den Hypotheses des im 2. Jahrhundert wirkenden Claudius Ptolemaeus erwähnt.